# Bevacizumab
Bevacizumab (brend Avastin, Genentek/Roš) je monoklonsko antitelo koje se selektivno veže na protein vaskularni endotelijalni faktor rasta A (VEGFA), koji se nalazi na sastavu krvnih i limfnih sudova.